# Holy Diver (píseň)
"Holy Diver" je první singl od americké heavy metalové skupiny Dio. Skladba byla uvedena i na jejich debutovém albu Holy Diver z roku 1983 a napsal ji frontman skupiny Ronnie James Dio.